# Hakenberg (Lichtenau)
Hakenberg ist eine nordöstliche Ortschaft von Lichtenau in Nordrhein-Westfalen, Deutschland und gehört zum Kreis Paderborn. Hakenberg ist außerdem ein Teil der Region Bürener Land.
Die alte Postleitzahl von Hakenberg ist 4791.

## Geografie

### Geographische Lage
Die Ortschaft besitzt eine ausgesprochene Hanglage auf der östlichen Paderborner Hochfläche.

### Nachbarorte
Den Süden und Westen Hakenbergs begrenzt der Lichtenauer Stadtteil Lichtenau und den Norden der lichtenauer Stadtteil Asseln. Die östliche Ortschaftsgrenze ist gleichzeitig Lichtenauer Stadtgrenze und Kreisgrenze gegen den Kreis Höxter. Hier grenzen im Norden der Bad Driburger Stadtteil Neuenheerse und im Süden die Kernstadt Willebadessen an Hakenberg.

### Klima
Hakenberg gehört wie Ostwestfalen-Lippe insgesamt zum ozeanischen Klimabereich Nordwestdeutschlands, dem es geringe Temperaturgegensätze und milde Winter verdankt. Allerdings sind schon kontinentale Einflüsse wirksam. So liegt die Temperatur im Sommer höher und die Nächte sind kühler als in größerer Nähe zur Küste. Die Lage am Rand des Eggegebirges bedingt ein submontanes Klima der Mittelgebirgsstufe mit kühleren Temperaturen und höherem Niederschlag als in anderen Lagen des Kreisgebiets.

## Geschichte
Die Gründung einer Siedlung im Soratfeld südöstlich von Paderborn war im Mittelalter selten. Die Siedlung hieß ursprünglich Havixburg, was auf eine vorherige Befestigungsanlage schließen lässt. Eine Burg ist aber weder in den Quellen noch archäologisch nachzuweisen. Eine besondere Beziehung hatte der Ort wohl zum nahe gelegenen, aber im Mittelalter wüst gewordenen Kerkdorp. So wurde der noch bestehende Friedhof des untergegangenen Ortes genutzt. Zur Pfarrei Lichtenau gehörend besitzt Hakenberg eine eigene Kapelle, die St. Antonius-Kapelle.
Die Siedlung gehörte seit ihrer Gründung zum sich im 14. Jahrhundert ausbildenden Hochstift Paderborn im Heiligen Römischen Reich, darin ab dem 16. Jahrhundert zum niederrheinisch-westfälischen Reichskreis. 1802/03 wurde das Hochstift vom Königreich Preußen besetzt. In napoleonischer Zeit bildete der Ort von 1807 bis 1813 eine Gemeinde im Kanton Lichtenau des Königreichs Westphalen. Seit 1815 gehörte Hakenberg endgültig zu Preußen. 1816 kam die Gemeinde zum neuen Kreis Büren, in dem sie zum Amt Lichtenau gehörte. 1945–1949 war Hakenberg Teil der britischen Besatzungszone, ab 1946 staatlich regiert vom Land Nordrhein-Westfalen bzw. ab 1949 auch durch die Bundesrepublik Deutschland. 
Mit Inkrafttreten des Sauerland/Paderborn-Gesetzes wurden die meisten Gemeinden des Amtes Atteln am 1. Januar 1975 mit den Gemeinden des Amtes Lichtenau und somit auch Hakenberg zur neuen Stadt Lichtenau zusammengelegt und kamen mit dieser zum Kreis Paderborn. Rechtsnachfolgerin der aufgelösten Ämter Atteln und Lichtenau sowie der Gemeinde Hakenberg ist die Stadt Lichtenau. Rechtsnachfolgerin des aufgelösten Amtes Lichtenau und der Gemeinde Hakenberg ist die Stadt Lichtenau.

## Politik
Ortsvorsteherin von Hakenberg ist Klara Leifeld.